# Compiègne
Compiègne je mesto in občina v severni francoski regiji Pikardiji, podprefektura departmaja Oise. Leta 1999 je mesto imelo 41.254 prebivalcev.

## Geografija
Kraj leži v severni Franciji ob sotočju rek Aisne in Oise, 60 km vzhodno od Beauvaisa in 65 km severno od Pariza.

## Administracija
Compiègne je sedež treh kantonov:
- Kanton Compiègne-Jugovzhod (del občine Compiègne, občine Lacroix-Saint-Ouen, Saint-Jean-aux-Bois, Saint-Sauveur, Vieux-Moulin),
- Kanton Compiègne-Jugozahod (del občine Compiègne, občine Armancourt, Jaux, Jonquières, Le Meux, Venette),
- Kanton Compiègne-Sever (del občine Compiègne, občine Bienville, Choisy-au-Bac, Claroix, Janville, Margny-lès-Compiègne).

Mesto je prav tako sedež okrožja, v katerega so poleg njegovih vključeni še kantoni Attichy, Estrées-Saint-Denis, Guiscard, Lassigny, Noyon, Ressons-sur-Matz in Ribécourt-Dreslincourt s 173.943 prebivalci.

## Zgodovina
Februarja 888 je bil v Compiègnu kronan za frankovskega kralja Odo, grof Pariški.
Med stoletno vojno 23. maja 1430 je bila v poskusu osvoboditve kraja s strani Burgundov zajeta Ivana Orleanska in prodana Angležem.
V letu 1630 je bila Maria de' Medici po neuspeli razrešitvi kardinala Richelieuja izgnana v Compiègne, od koder je leto kasneje pobegnila v Bruselj.
11. novembra 1918 je bilo v kraju Rethondes v bližini Compiègna doseženo premirje z Nemčijo in s tem konec bojev prve svetovne vojne.
V začetku druge svetovne vojne 22. junija 1940 je bilo na istem mestu podpisano še eno premirje, tokrat v zamenjanih vlogah, s katerim je Francija kapitulirala pred Nemčijo.

## Znamenitosti
Compiègne je na seznamu francoskih umetnostno-zgodovinskih mest.
- Dvorec Château de Compiègne, kraljeva rezidenca, zgrajena za Ludvika XV., obnovljena pod Napoleonom. Compiègne je bil en od treh sedežev kraljeve uprave, ostala dva sta bila v Versaillesu in Fontainebleauju.
- Compiègnski gozd, prizorišče podpisov dveh premirij v letih 1918 in 1940.

## Pobratena mesta
- Arona (Italija),
- Bury St Edmunds (Združeno kraljestvo),
- Elbląg (Poljska),
- Guimaraes (Portugalska),
- Huy (Belgija),
- Kiryat Tivon (Izrael),
- Landshut (Nemčija),
- Raleigh (Severna Karolina, ZDA),
- Shirakawa, Fukushima (Japonska),
- Vianden (Luksemburg).